# Herb gminy Nadarzyn
Herb gminy Nadarzyn – symbol gminy Nadarzyn, ustanowiony 12 sierpnia 1997.

## Wygląd i symbolika
Herb przedstawia na tarczy w polu złotym trzy zielone gałązki jedliny ustawione obok siebie pionowo. 

## Historia
Najstarsza znana pieczęć miasta Nadarzyn, pochodząca z 1793, przedstawiała trzy gałązki jedliny ustawione obok siebie. Po III rozbiorze Polski symbol ten został zapomniany, a w 1847 rada miejska przedstawiła nowy projekt ze strzałą, mieczem i jastrzębiem. Obecna wersja herbu nawiązuje do pieczęci z 1793 i została opracowana przez Centrum Heraldyki Polskiej.